# Jungchina-Partei
Die Jungchina-Partei (JCP, 中國青年黨,  Zhōngguó qīngnián dǎng), oder Jungchinesische Partei (englisch Young China Party oder China Youth Party) ist eine 1923 gegründete politische Partei in der Republik China. In der alten Republik China (1912–1949) war sie nach der Kuomintang und der Kommunistischen Partei zeitweilig die drittgrößte politische Partei Chinas. In der Phase der Einparteienherrschaft der Kuomintang 1949–1987 war die Jungchina-Partei eine von drei legal zugelassenen Parteien in der Republik China auf Taiwan. Heute ist die Partei politisch bedeutungslos.

## Geschichte

### Jungchina-Vereinigung
Der Begriff „Jungchina“ wurde Anfang des 20. Jahrhunderts von chinesischen Intellektuellen geprägt. Er vereinte zwei Visionen: zum einen die Vorstellung, dass sich das alte China erneuern oder „verjüngen“ müsse, um mit dem Westen mitzuhalten, und zwar in vielerlei Hinsicht: wirtschaftlich, politisch und gesellschaftlich-sozial. Zum anderen beinhaltete er einen Appell an die chinesische Jugend, d. h. die jüngeren Intellektuellen, die Geschicke des Landes aktiv zu gestalten und die notwendigen Umwälzungen voranzutreiben. Nachdem sich die 1912 gegründete Republik China nicht stabilisierte, sondern stattdessen rivalisierende Warlords und Machtcliquen die Macht übernahmen, gründeten sich zahlreiche Debattierclubs und Gesellschaften, in denen über die politische Lage und die notwendigen politischen Veränderungen gesprochen und gestritten wurde. Einen starken Schub erlebte diese Aufbruchbewegung mit dem Ende des Ersten Weltkrieges, der China nicht die erhoffte internationale Gleichberechtigung brachte. Stattdessen blieben die alten ungleichen Verträge weiter bestehen. Es kam zu Studentenunruhen und zur sogenannten Bewegung des Bewegung des vierten Mai. In diesem Kontext wurde 1918 die Jungchina-Vereinigung (少年中國學會,  Shàonián zhōngguó xuéhuì) gegründet, die sich als Denkfabrik verstand, in der neue westliche Ideen und Konzepte diskutiert, und ihre mögliche Anwendung in China werden sollten. Die Vereinigung verstand sich jedoch nicht als politische Partei und hatte Personen der unterschiedlichsten Weltanschauungen als Mitglieder. Sie hatte Anhänger im In- und Ausland, beispielsweise auch unter den chinesischen Studenten in Europa.

### Nach der Gründung der Kommunistischen Partei Chinas
Einen wesentlichen Wendepunkt stellte die Gründung der Kommunistischen Partei Chinas (KPCh) dar, die unter dem Einfluss der Dritten Internationale in Shanghai im Jahr 1921 erfolgte. Die kommunistische Ideologie übte auf viele chinesische Intellektuelle starke Anziehungskraft aus und viele Mitglieder der Jungchina-Vereinigung schlossen sich der KPCh an, so beispielsweise auch der junge Mao Zedong. Die KPCh-Anhänger wollten aktiv handelnd Politik in einem marxistischen Sinne gestalten. Diesen Schritt wollten jedoch nicht alle Mitglieder der Jungchina-Vereinigung mitmachen und es kam zu starken Spannungen und Auseinandersetzungen.
Unter den Auslandschinesen in Frankreich gab es schon 1920 eine kommunistische Gruppe, die durch die Dritte Internationale finanziert und trainiert wurde und deren nach China zurückgekehrte Mitglieder eine wichtige Rolle bei der Gründung der KPCh spielten. Nicht alle chinesischen Studenten in Paris schlossen den Kommunisten an. Viele sahen den Einfluss der Dritten Internationale mit Misstrauen und sahen darin eine Neuauflage des bekannten Problems, dass sich ausländische Mächte in die inneren Angelegenheiten Chinas einmischen wollten. Dieses Misstrauen wurde verstärkt, als einige Pariser Studenten zufällig eine geheime Instruktion der Dritten Internationale entdeckten, in der die chinesischen Kommunisten angewiesen wurden, sich formell der Kuomintang anzuschließen, aber ihre Parteiorganisation im Geheimen weiter intakt zu halten und ihre Agenda unter dem Deckmantel der Kuomintang weiter voranzutreiben. Da sie die Befürchtung hatten, dass die bis dahin nur sehr lose organisierte Kuomintang nach und nach von den straff organisierten Kommunisten übernommen werden würde, entschloss sich eine Gruppe chinesischer Studenten in Paris dazu, eine eigene Partei zu gründen. Führende Persönlichkeiten dieser Gruppe waren Zeng Qi (曾琦), Li Huang (李璜), He Luzhi (何魯之) und Li Buwei (李不韙). Am 2. Dezember 1923 gründeten sie die Jungchina-Partei „um die Verräter im Inneren zu beseitigen“ und „um der Aggression von außen zu widerstehen“. Am selben Tag veröffentlichte die Gruppe ein Pamphlet mit dem Titel „Was bedeutet der neue Nationalismus?“, das später auch im Publikationsorgan der Jungchina-Vereinigung veröffentlicht wurde und in dem die Aktivitäten der Kommunisten verurteilt wurden. Zum zentralen Thema der Partei wurde der chinesische Nationalismus, der eine Einmischung durch die imperialistischen Westmächte ebenso ablehnte, wie durch die zentral von Moskau aus gesteuerte kommunistische Internationale. Erster Vorsitzender wurde Zeng Qi. Ideologisch vertrat die neue Partei einen „nationalen Sozialismus“ (國家社會主義,  Guójiā shèhuì zhǔyì) mit den folgenden drei Grundprinzipien: erstens wirtschaftspolitisch einen Handelsprotektionismus in Anlehnung an den Nationalökonomen Friedrich List und einen Staatssozialismus nach den Ideen Adolph Wagners, zweitens innenpolitisch eine „Klassenkooperation“ (階級合作,  Jiējí hézuò) und „nationale Revolution“ (全民革命,  Quánmín gémìng), und drittens einen radikalen Nationalismus (國家主義,  Guójiā zhǔyì) unter Ablehnung von internationaler Kollaboration zugunsten einer chinesischen Autarkie. Im Vergleich zur Kuomintang war die Jungchina-Partei deutlich sozialer orientiert, was sich später in politischen Massenaktionen auf Ebene der Schulen, Fabriken und in den Landgemeinden ausdrückte. Von einigen späteren Autoren wurde der Partei auch eine gewisse Nähe zu den Ideen des europäischen Faschismus unterstellt.

### Entwicklung 1923 bis 1945
Die neu gegründete Partei, die mit etwa einem Dutzend Mitglieder startete, erhielt schnell Zulauf von neuen Mitgliedern. In der zweiten Jahreshälfte 1924 verließen ihre Parteiführer Paris und begaben sich nach Shanghai. Dort gründeten sie die erste Parteizeitung 醒獅週報,  Xǐngshī zhōubào, englisch The awakening lion weekly – „Der Löwentanz (wöchentlich)“. Die Zeitschrift wurde rasch ein Erfolg, fand viele Leser und verschaffte der noch jungen Partei Publizität. Bis zum Oktober 1925 sammelte Zeng Qi nationalistische Vereinigungen im ganzen Land und fügte sie zu einer losen Gruppierung, der Chinesischen Nationalistischen Jugendliga 中國國家主義青年團,  Zhōngguó guójiā zhǔyì qīngnián tuán zusammen. Bis zum September 1929 trat die Partei unter diesem Namen in der Öffentlichkeit auf, bevor sie öffentlich den Namen ‚Jungchina-Partei‘ annahm.
In diesen Jahren kam es zu wiederholten Konflikten mit den Kommunisten, die sich der Kuomintang angeschlossen hatten. Im Rahmen des Nordfeldzuges 1926 bis 1928, in dem Kuomintang und Kommunisten gemeinsam gegen die Warlords im Norden vorgingen, wurde auch die Jungchina-Partei schwer in Mitleidenschaft gezogen. In den von der Nationalregierung eroberten Gebieten wurde ihr Parteieigentum beschlagnahmt und die Einrichtungen der Partei wurden geschlossen. Die Parteizeitung musste vor den Kuomintang-Truppen in den Norden nach Peking und schließlich sogar nach Tokio zurückweichen, wo sie 1930 ihr Erscheinen einstellte. In dieser Zeit kooperierten die lokalen Parteiorganisationen notgedrungen auch mit den eigentlich von ihr bekämpften Warlords.
Nach dem blutigen Zerwürfnis zwischen Kuomintang und Kommunisten im Jahr 1928 geriet die Jungchina-Partei mit der Kuomintang in Konflikt, da sie deren Alleinherrschaftsanspruch nicht akzeptieren wollte. Daraufhin wurde sie für ein Jahrzehnt als politische Organisation verboten.
In den Jahren nach der Mandschurei-Krise suchte Kuomintang-Führer Chiang Kai-shek wieder den Kontakt mit den Führern der Jungchina-Partei, da er eine Einheitsfront gegen die Japaner herstellen wollte. Die Repressionen gegen die Partei wurden gelockert und schließlich 1938 im Krieg gegen Japan ganz aufgehoben. Danach unterstützte die Jungchina-Partei, die zur drittgrößten Partei nach Kuomintang und Kommunisten avanciert war, die Kuomintang-Regierung. Am 10. Oktober 1941 wurde die Gründung einer Mehrparteienkoalition, der Chinesischen Liga für Demokratie (中国民主同盟,  Zhōngguó mínzhǔ tóngméng) bekanntgegeben, der auch die Jungchina-Partei angehörte. Die Liga versuchte, eine Art dritte Kraft zwischen Kuomintang und Kommunisten zu werden, was ihr jedoch in Ermangelung einer ausreichenden politische Basis und Organisation sowie überzeugender Führungspersönlichkeiten nicht gelang.

### Die Jungchina-Partei ab 1945 und in der Republik China auf Taiwan

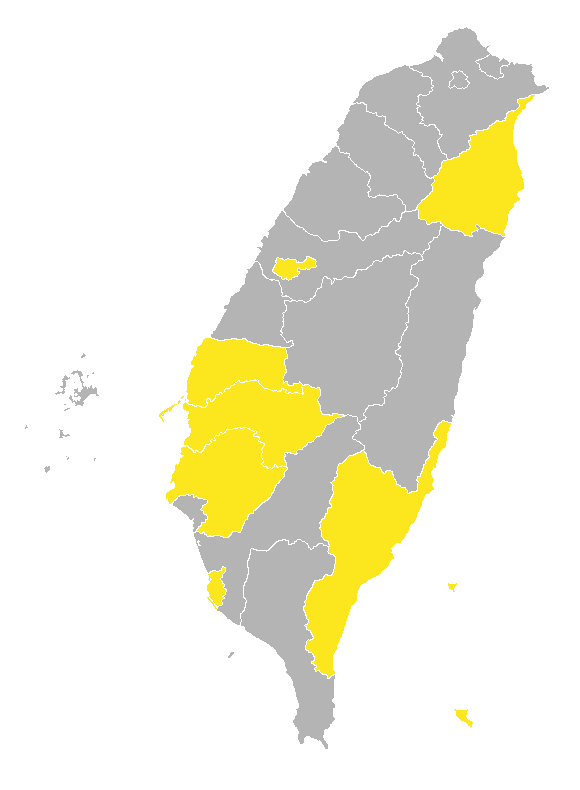
Frühere Schwerpunkte der Jungchina-Partei in Taiwan (Verwaltungseinheiten mit gewählten Mitgliedern): Landkreis Yilan, Stadt Taichung, Landkreis Yunlin, Landkreis Chiayi, Landkreis Tainan, Stadt Kaohsiung, Landkreis Taitung

Nach Kriegsende nahmen die Führer der Jungchina-Partei an den Vermittlungsgesprächen unter amerikanischer Regie zwischen Kommunisten und Kuomintang teil und versuchte dabei die Rolle des unabhängigen Dritten zu spielen. An der Wahl zur Nationalversammlung 1946, deren Aufgabe die Verabschiedung einer neuen Verfassung sein sollte, nahm die Jungchina-Partei teil und ging ein Wahlbündnis mit der Kuomintang ein, das ihr formell 300 Sitze in der nominell 3045 Delegierte umfassenden Nationalversammlung sichern sollte (weitere 160 Sitze sollte die Demokratisch-Sozialistische Partei erhalten). Dieses Kalkül ging jedoch nicht auf, und fast drei Viertel der aufgestellten Kandidaten der beiden Parteien wurden nicht gewählt, weil die Wähler zum erheblichen Teil nicht den Wahlempfehlungen der KMT-Parteizentrale folgten. Daraufhin versuchte die KMT-Führung, um ihr politisches Versprechen einhalten zu können, gewählte KMT-Kandidaten zum Rücktritt zu bewegen, damit Kandidaten der beiden Parteien nachrücken konnten. Dies gelang auch zum großen Teil.
Am 25. Dezember 1948 verbreitete die KPCh über ihre Rundfunksender eine Schwarze Liste mit Personen, die „Kriegsverbrecher, deren abscheuliche Verbrechen gut bekannt“ seien, und die „nach einhelliger Meinung aller Chinesen die ihnen zustehende Strafe erhalten“ sollten. Auf dieser Namensliste befand sich auch Zeng Qi, der Parteivorsitzende der Jungchina-Partei.
Angesichts katastrophaler militärischer Niederlagen gegen die Kommunisten auf dem chinesischen Festland verlegte die Kuomintang-Regierung 1948 ihren Sitz auf die Insel Taiwan und verhängte das Kriegsrecht. Die einzigen politischen  Parteien, die weiter erlaubt blieben, waren neben der Kuomintang die Jungchina-Partei und die Demokratisch-Sozialistische Partei Chinas. Formell bestand damit ein Mehrparteiensystem in der ab 1949 existierenden Republik China auf Taiwan. Die beiden Parteien nahmen auch an Wahlen in den folgenden Jahrzehnten teil und gewannen gelegentlich einige wenige Mandate. Die politische Macht blieb aber vollständig in den Händen der Kuomintang. Die Spekulationen von einigen, dass sich die beiden Parteien angesichts der Lockerung der politischen Repression, die nach dem Tod Chiang Kai-sheks im Jahr 1975 einsetzte, zu echten Oppositionsparteien entwickeln könnten, erfüllte sich nicht. Beide Parteien waren personell zu ausgedünnt und von den Wählern wurden sie nicht mehr als wirklich von der Kuomintang unabhängige Organisationen angesehen. Auch nach der Demokratisierung der politischen Verhältnisse Taiwans Anfang der 1990er Jahre gelang der Jungchina-Partei kein Neuanfang mehr und die Partei stellte nur noch vereinzelt bei Wahlen Kandidaten auf.